# جون بارسونز
جون بارسونز (بالإنجليزية: Frank L. Stulen)‏ (و.  –  م) هو عالِم حاسب آلي، ومهندس من الولايات المتحدة الأمريكية .

## جوائز
حصل على جوائز منها:
- قلادة العلوم الوطنية الأمريكية في مجال التكنولوجيا والإبتكار (1985).